# Metapolítefsi
La Metapolítefsi (en grec: Μεταπολίτευση, literalment, canvi polític) va ser un període de la història de Grècia després de la caiguda del règim dels Coronels que inclou el període de transició entre la caiguda de la dictadura i les eleccions legislatives gregues de 1974, així com el període democràtic que va seguir immediatament després d'aquestes eleccions.
El llarg camí fins a la metapolítefsi va començar amb el polèmic pla de liberalització de Georgios Papadópulos, el conductor de la dictadura militar. En aquest procés es van oposar prominents polítics, com Panagiotis Kanel·lópulos i Stéfanos Stefanópulos. El pla de Papadópulos es va aturar després de la creació de la Universitat Politècnica d'Atenes, d'una manifestació massiva del rebuig popular a la junta militar grega, i del contraatac orquestrat per Dimítrios Ioannidis.
El cop d'estat fallit de Ioannidis contra el president electe de Xipre, Macari III, i la subsegüent invasió turca va acabar amb la caiguda de la dictadura i l'elecció d'un govern, conegut com el govern d'unitat nacional, dirigit per l'anterior primer ministre, Konstandinos Karamanlís. Karamanlís va legalitzar el Partit Comunista de Grècia (KKE) va formar un nou partit anomenat Nova Democràcia, que va guanyar les eleccions legislatives gregues en 1974.